# 볼로가세스 1세

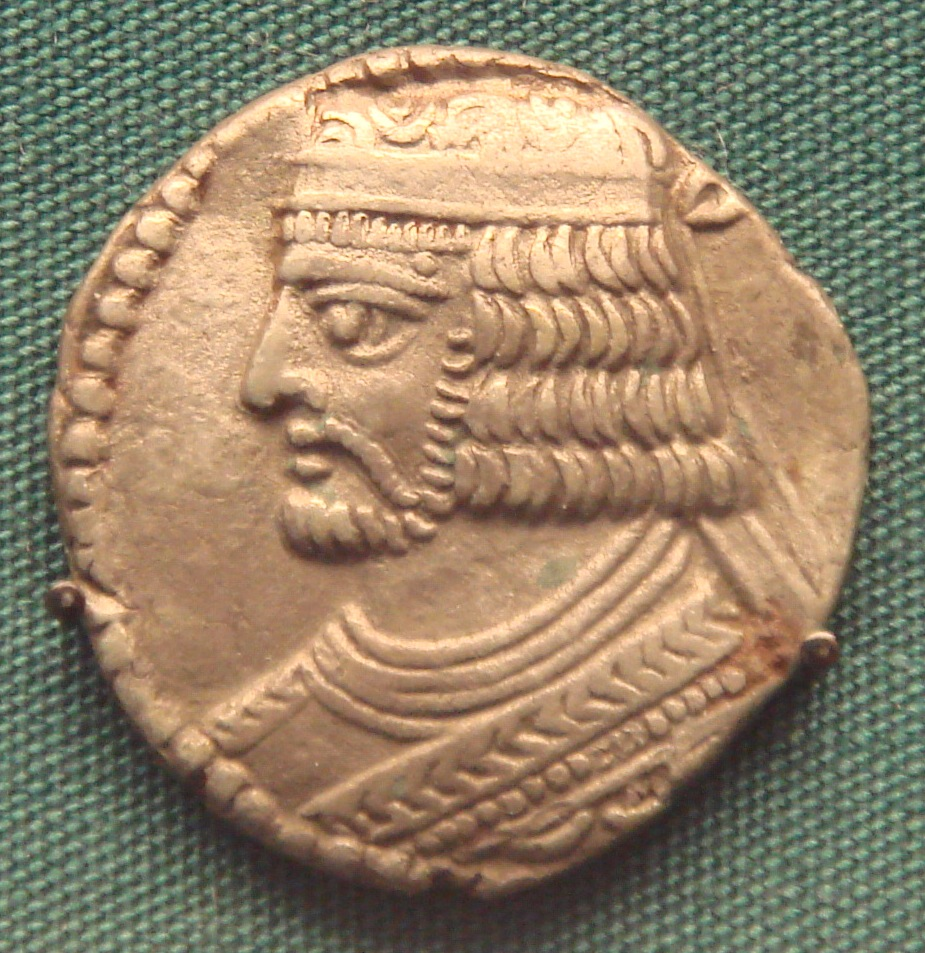
볼로가세스 1세

볼로가세스 1세는 서기 51년에서 78년까지 파르티아 제국을 지배하였다. 그는 메디아 아트로파테네의 왕국을 그의 형제 파코루스 2세에게 주었다. 그리고 다른 형제 티리다테스를 위해 대아르메니아를 점령하였다.
이것은 로마 제국과의 긴 전쟁(54-63)에 도달하였는데 로마 군대는 로마 장군 그나이우스 도미티우스 코르불로가 지휘하였고 코르불로는 페투스의 작은 패배에도 불구하고 선전하여 대아르메니아의 수도 아르탁사타와 티그라노케르타를 점령하는 등 선전하였다. 결국 볼로가세스는 코르불로와 협상하여 평화조약을 맺었고 티리다테스는 대아르메니아의 왕으로 승인되었으며, 대신 티라다테스는 로마로 가 그곳에서 로마 황제 네로는 그에게 대아르메니아 왕관을 씌어 주었다.
그때부터 아르사케스 왕조는 로마의 권위하에 아르메니아를 다스렸다. 볼로가세스는 이 결과에 대해 만족하였고, 네로의 추억을 존중하였지만 그는 베스파시아누스와 좋은 관계를 가졌는데 그에게 그는 비텔리우스에 대항한 전쟁에 2만의 궁기병을 제안하였지만 베스파시아누스와 가이우스 리키니우스 무키아누스는 이를 거절하였다. 얼마 지나지 않아 카우가수스 너머의 위대한 유목민인 알란스가 메디아와 아르메니아로 침입하였다. 볼로가세스는 베스파시아누스에게 도움을 청하였지만 소용이 없었다. 동쪽에서의 페르시아인의 손실은 회복이 불가한 것처럼 보였고, 히르카니아는 독립 왕국으로 남았다. 볼로가세스는 서기 78년경에 죽었고 그의 아들 볼로가세스 2세에 의해 계승되었다.
그이 치세는 헬레니즘에 대항하는 결정된 반응으로 특징된다. 그는 티그리스 강변의 셀레우키아의 주민을 이 새 도시에 이주시키려는 의도로 볼로게소케르타(발라스케르트)를 크테시폰 인근에 지었다. 그에 의해 설립된 다른 도시는 볼로게시아스로 바빌론 남쪽 (히라 근처의) 유프라테스의 운하에 있다. 약간의 그의 주화에 그의 이름의 이니셜이 아르마니아 문자로 적혀있다.
| 전임 보노네스 2세 | 제25대 파르티아 샤한샤 서기 51년 - 서기 78년 | 후임 볼로가세스 2세 |